# Estación de Tennōji
La estación de Tennōji (天王寺駅 Tennōji-eki?) es una estación de ferrocarril que está localizando en los barrios de Abeno y Tennoji de la ciudad de Osaka, Japón. Este estación es servido por tres líneas de JR West y dos líneas del metro de Osaka. Además, hay una estación de tranvía (Tennōji-ekimae) en el área de Tennoji que es servido por la Línea Uemachi de la compañía Tranvía de Hankai.
Este estación es cerca de la estación Osaka Abenobashi en la Línea Minami-Osaka de la compañía Kintetsu.

## Características

### Plataformas de JR West

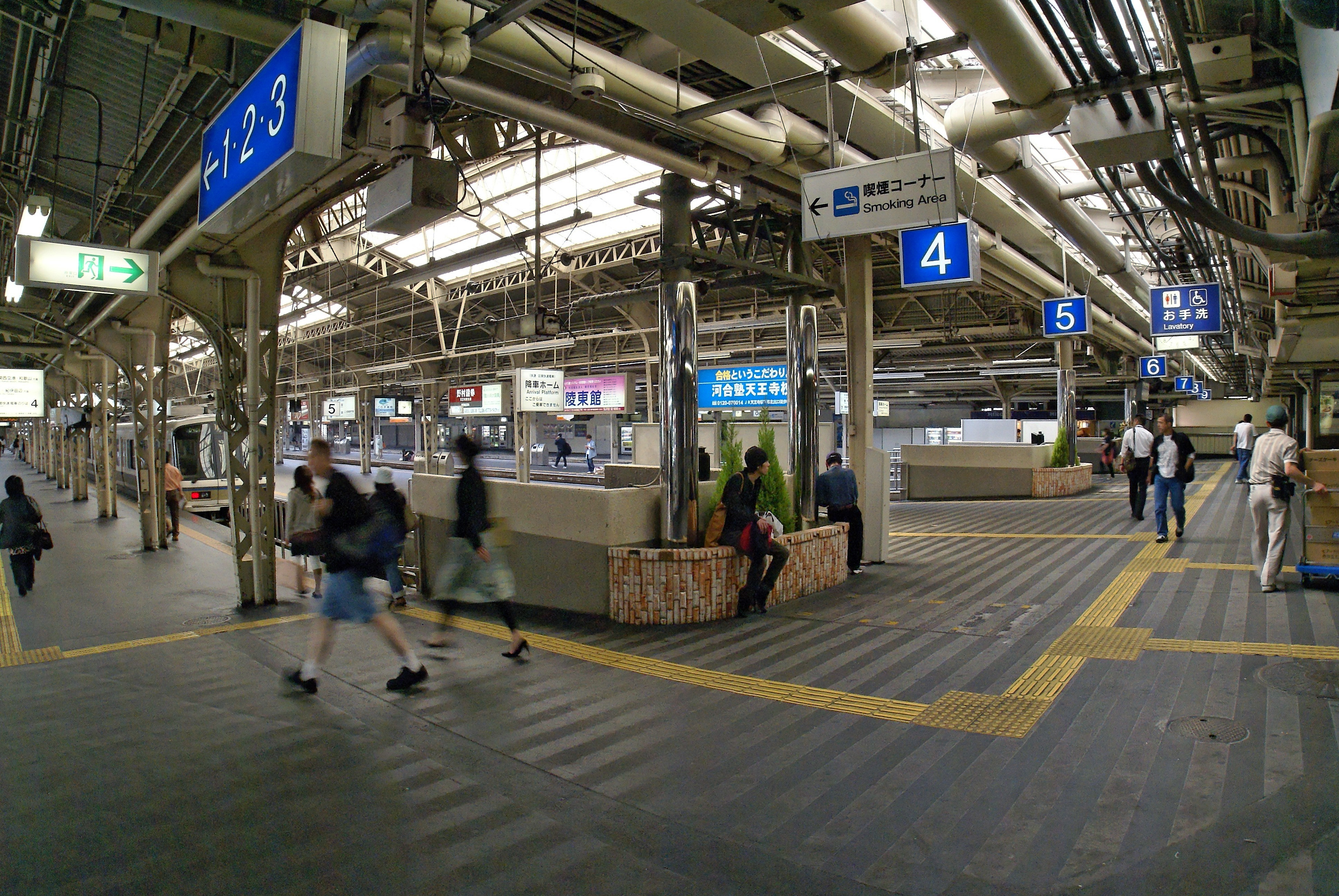
Plataformas de la Línea Hanwa

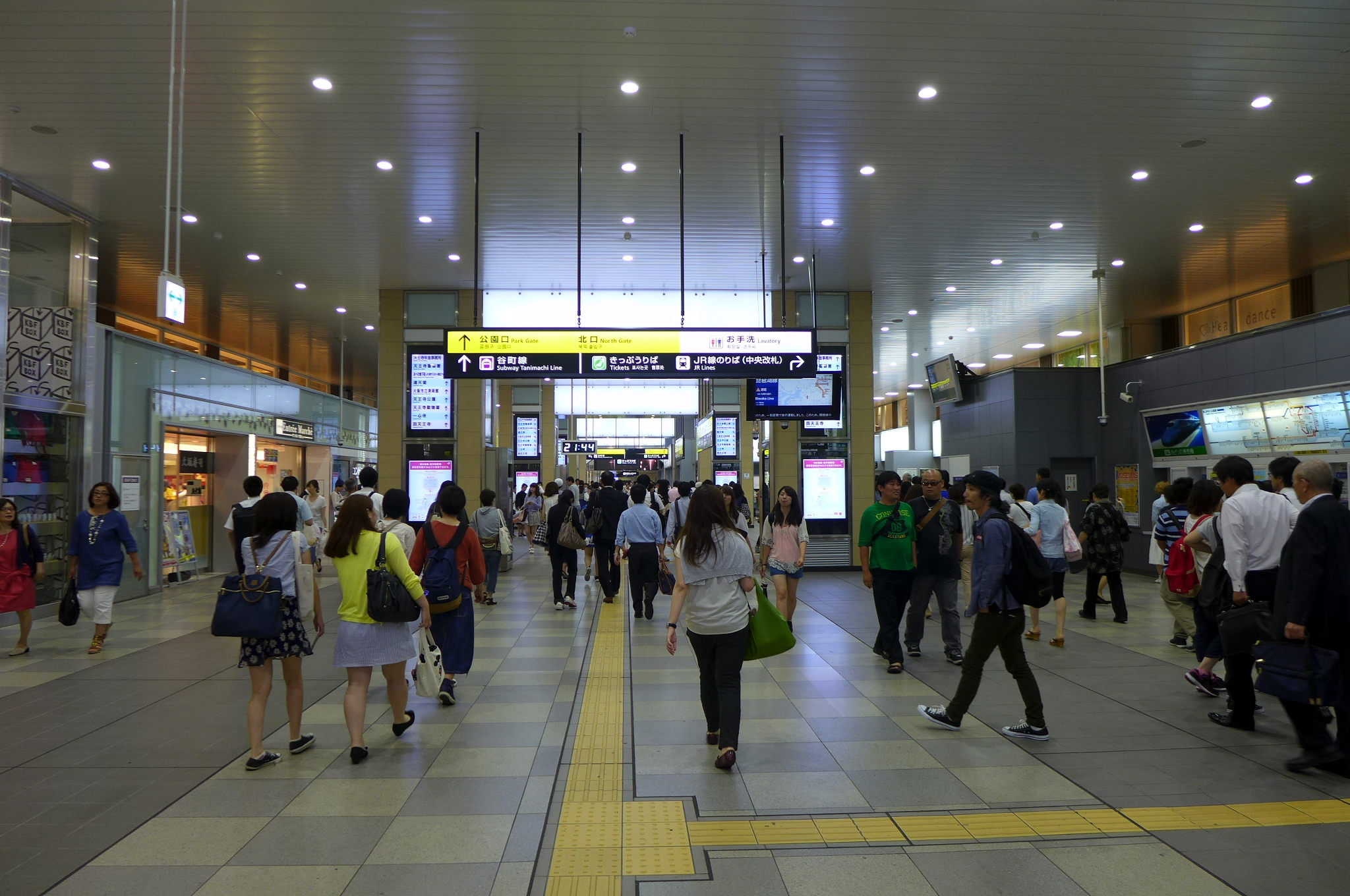
Pasillo de la estación

La estación de JR West, que es servido por la Línea Circular de Osaka y las líneas Hanwa y Yamatoji, tiene 12 vías y 17 plataformas. Todos de los trenes de la línea Hanwa terminan en este estación.
- Vías H1-H5 (Línea Hanwa, Línea Kinokuni)
  - Plataforma 1 (vía H5): Servicio expreso limitado "Kuroshio 81"
  - Plataforma 2 (vía H4): Solo por pasajeros que llegan
  - Plataformas 3 y 4 (vías H4 y H3): Servicios rápidos a las estaciones Otori, Hineno, Wakayama, Gobo, y Kii-Tanabe (tanto como servicios rápidos al Aeropuerto Internacional de Kansai)
  - Plataformas 5 y 6 (vías H3 y H2): Solo por pasajeros que llegan
  - Plataformas 7 y 8 (vías H2 y H1):  Servicios locales a las estaciones Otori, Hineno, y Wakayama
  - Plataforma 9 (vía H1):  Solo por pasajeros que llegan
- Vías 1, 2, y 3 (Línea Circular de Osaka)
  - Plataformas 11 y 12 (vías 1 y 2): Servicio del lazo interior a las estaciones Tsuruhashi, Kyobashi, y Osaka
  - Plataforma 13 (vía 2): Solo por pasajeros que llegan
  - Plataforma 14 (vía 3): Servicio del lazo exterior a las estaciones Taisho, Bentencho, Nishikujo, y Osaka
- Vías 5, 6, 7, y 8 
  - Plataforma 15 (vía 5):
    - Servicios de la Línea Hanwa a las estaciones Otori, Hineno, y Wakayama (de la Línea Circular de Osaka)
    - Servicios rápidos y expresos limitados al Aeropuerto Internacional de Kansai (incluye el servicio expreso limitado "Haruka")
    - Servicios rápidos de la Línea Kinokuni a las estaciones Yuasa y Gobo
    - Servicio expreso limitado "Kuroshio" a las estaciones Shirahama y Shingu

  - Plataformas 16 (vía 6):
    - Servicios de la Línea Yamatoji a las estaciones Oji, Nara, Kamo, y Takada (también salen de plataforma 15)

  - Plataformas 17 y 18 (vías 7 y 8):
    - Servicios de la Línea Yamatoji a la estación JR Namba
    - Servicios de la Línea Circular de Osaka a las estaciones Taisho, Bentencho, Nishikujo, y Osaka (de las líneas Hanwa y Yamatoji)
    - Servicios expresos limitados de la Línea Kioto a las estaciones Shin-Osaka y Kyoto (solo en plataforma 18)

|                                     | Línea Circular de Osaka a Kyōbashi                             |                       |
| Línea Yamatoji a JR Namba           | Esquemático de las vías entre las estaciones Imamiya y Tennōji |                       |
| Línea Circular de Osaka a Nishikujō | Esquemático de las vías entre las estaciones Imamiya y Tennōji | Línea Yamatoji a Nara |
|                                     | Línea Hanwa a Wakayama                                         |                       |

### Plataformas del Metro de Osaka

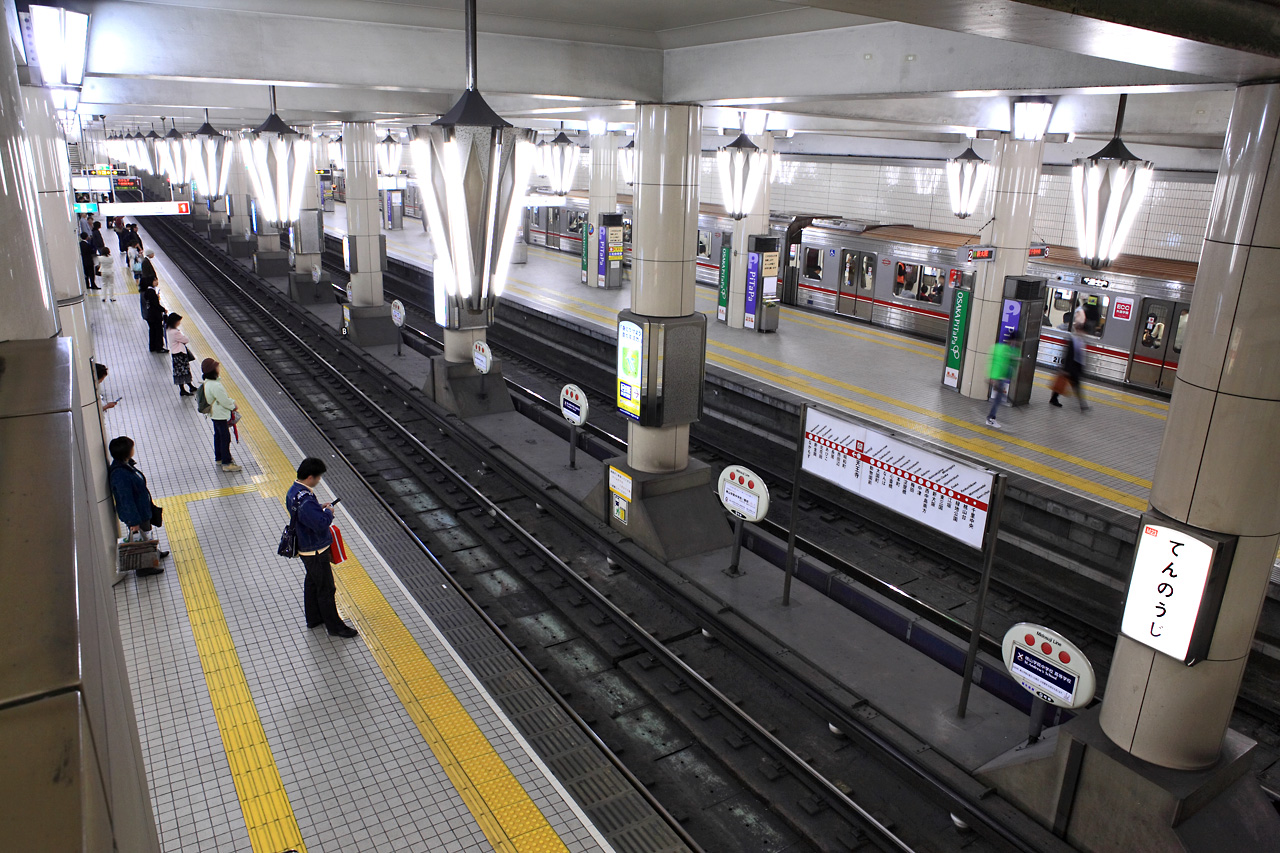
Plataformas de la Línea Midōsuji

La estación del metro es servido por las líneas Midōsuji y Tanimachi del metro de Osaka. Este estación tiene 5 vías y 4 plataformas.
- Línea Midōsuji
  - Plataforma 1: Trenes a las estaciones Abiko y Nakamozu (tanto como trenes que terminan a este estación)
  - Plataforma 2: Trenes a las estaciones Namba, Hommachi, Umeda, y Shin-Osaka (de este estación)
  - Plataforma 3: Trenes a las estaciones Namba, Hommachi, Umeda, Shin-Osaka, Esaka, y Senri-Chūō (de las estaciones Nakamozu y Abiko)
- Línea Tanimachi
  - Plataforma 1: Trenes a las estaciones Fuminosato, Kire-Uriwari, y Yaominami
  - Plataforma 2: Trenes a las estaciones Tanimachi Yonchome, Higashi-Umeda, Miyakojima, y Dainichi

### Plataformas del Tranvía de Hankai

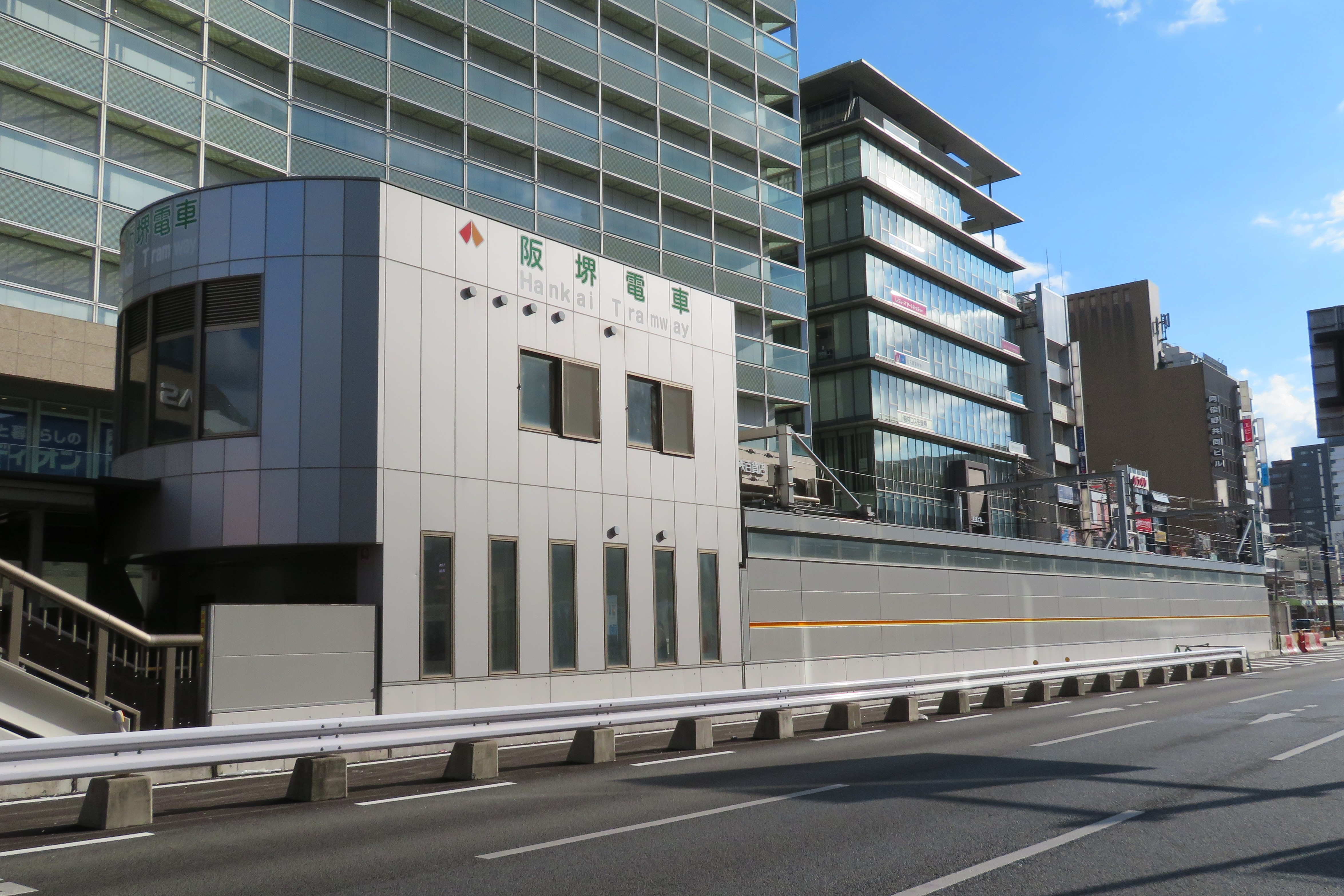
Plataformas de la Línea Uemachi

La estación del tranvía (Tennōji-ekimae) es la terminal norte de la línea Uemachi del tranvía de Hankai; la terminal sur de este línea es la estación Hamadera-ekimae. Este estación fue renovado y reubicado en 2016 para proveer una conexión a la estación de Tennōji y la estación Osaka Abenobashi; un ascensor fue construido para proveer accesibilidad por personas con discapacidades físicas.